# Wacław Przeździecki (piłkarz)

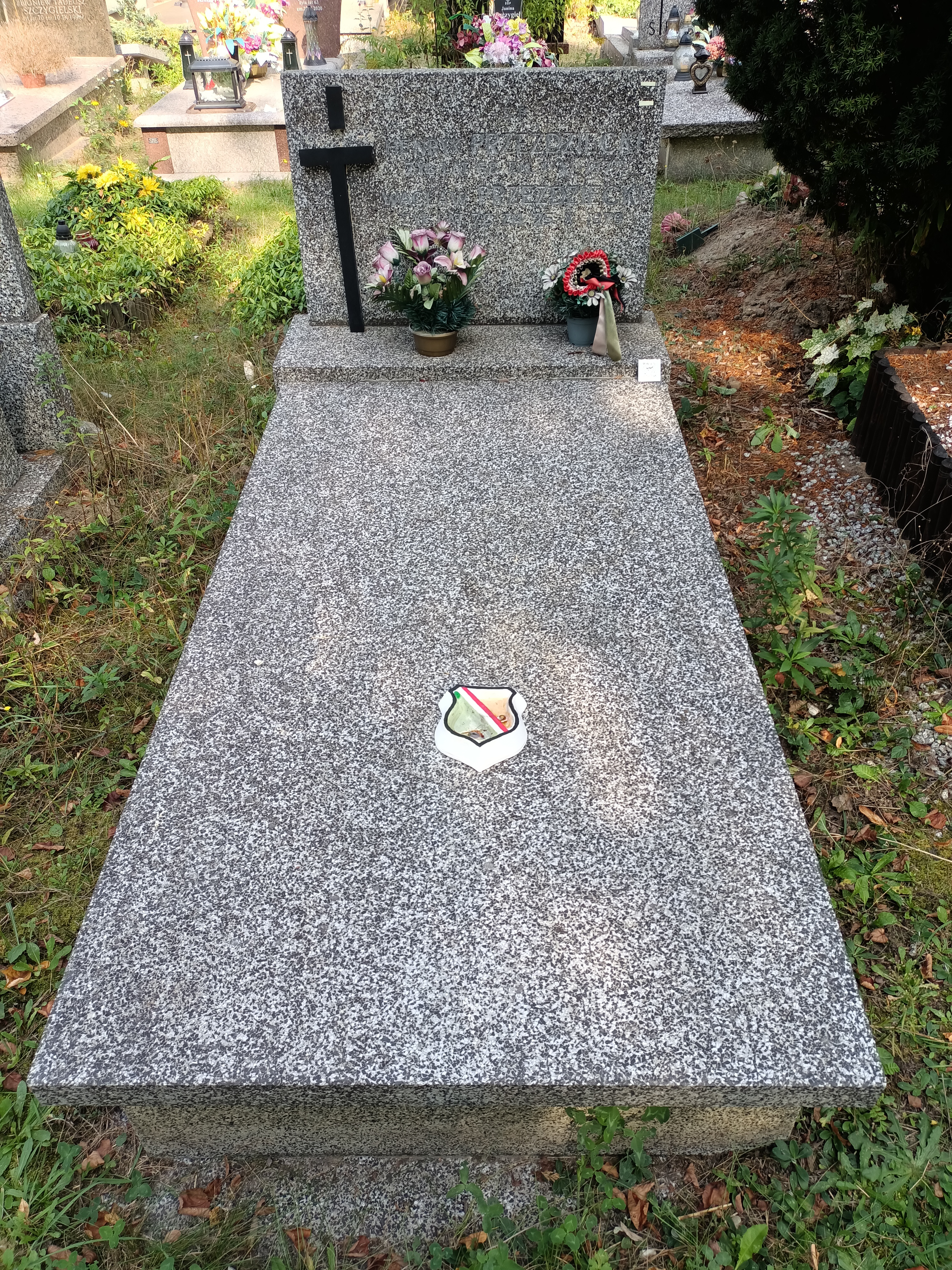
Grób Wacława Przeździeckiego na Cmentarzu Komunalnym Północnym w Warszawie

Wacław Przeździecki (ur. 19 listopada 1907 w Warszawie – zm. 25 października 1979 tamże) – polski piłkarz występujący na pozycji napastnika. 
Był wychowankiem Orkana Warszawa, którego barwy reprezentował od 1926 roku. Wtedy to podpisał kontrakt z Legią Warszawa, w której zadebiutował 3 kwietnia 1927 roku w spotkaniu przeciwko Warszawiance. 1 listopada 1936 roku przeciwko rezerwom Wiśle Kraków rozegrał swój ostatni mecz w barwach Legii. W 1938 roku został zawodnikiem Warszawianki, lecz w 1939 roku z powodu wybuchu II wojny światowej zmuszony był zawiesić swoją karierę. Wznowił ją w 1945 roku, już jako piłkarz Syreny Warszawa, w której występował do 1948 roku (z krótką przerwą w 1947 roku na grę w Górniku Wałbrzych). W 1948 roku zakończył karierę. 
Zmarł 25 października 1979 roku w wieku 71 lat.